# Futebol Clube de Vizela
Futebol Clube de Vizela je portugalski nogometni klub iz grada Vizele, iz okruga Braga. Klub je utemeljen 1939. godine. U sezoni 2019./20. klub igra u Campeonato de Portugal (3. rang), u Serie A.

## Klupski uspjesi
Plasman u Ligu de Honru nakon sezone 2004./05.

## Vanjske poveznice
- Službene klupske stranice